# Grosser Preis von Oftringen
Der Grosse Preis von Oftringen ist ein internationales Radballturnier, welches jährlich in Oftringen stattfindet.
1981 wurde der Grosse Preis von Oftringen durch Hansrudolf Maurer, Ehrenpräsident des VMC Oftringen, ins Leben gerufen und zum ersten Mal durchgeführt. Danach fand das Turnier bis im Jahr 2000 ungefähr alle zwei Jahre statt. 2002 wurde das Turnier als erstes in der Schweiz in die neu lancierte UCI-World-Cup-Serie aufgenommen.
In der Saison 2008 fand in Oftringen das Weltcup-Finale statt. In den Saisons 2009 und 2013 wurde statt eines GPO das Schweizermeisterschafts-Finale durchgeführt. Deshalb entfiel das Turnier in diesen Jahren.
Rekordsieger sind die Gebrüder Pospíšil, welche die ersten fünf Austragungen für sich entscheiden konnten.

## Sieger
| 1981 | Favorit Brünn | Jan Pospíšil    | Jindřich Pospíšil   |
| 1982 | Favorit Brünn | Jan Pospíšil    | Jindřich Pospíšil   |
| 1984 | Favorit Brünn | Jan Pospíšil    | Jindřich Pospíšil   |
| 1986 | Favorit Brünn | Jan Pospíšil    | Jindřich Pospíšil   |
| 1988 | Favorit Brünn | Jan Pospíšil    | Jindřich Pospíšil   |
| 1990 | Favorit Brünn | Miroslav Berger | Miroslav Kratochvíl |
| 1992 | RMV Pfungen   | Peter Kern      | Marcel Bosshard     |
| 1995 | Favorit Brünn | Miroslav Berger | Miroslav Kratochvíl |
| 1997 | RSV Münster   | Olaf Wille      | Willi Sattler       |
| 2000 | Favorit Brünn | Pavel Šmíd      | Petr Skoták         |
| 2002 | Favorit Brünn | Pavel Šmíd      | Petr Skoták         |
| 2003 | RV Winterthur | Paul Looser     | Peter Jiricek       |
| 2004 | RV Winterthur | Paul Looser     | Peter Jiricek       |
| 2005 | Favorit Brünn | Pavel Šmíd      | Petr Skoták         |

| 2006 | RV Winterthur | Timo Reichen        | Peter Jiricek       |
| 2007 | RMV Altdorf   | Paul Looser         | Dominik Planzer     |
| 2010 | RS Altdorf    | Roman Schneider     | Dominik Planzer     |
| 2011 | RC Höchst     | Simon König         | Florian Fischer     |
| 2012 | RC Höchst     | Patrick Schnetzer   | Dietmar Schneider   |
| 2014 | RC Winterthur | Marcel Waldispühl   | Peter Jiricek       |
| 2015 | VC Oftringen  | Andreas Zaugg       | Rafael Stadelmann   |
| 2016 | VC Oftringen  | Andreas Zaugg       | Rafael Stadelmann   |
| 2017 | VCR Möhlin    | Stefan Lützelschwab | Renato Bianco       |
| 2018 | RVI Ailingen  | Michael Brugger     | Markus Lang         |
| 2019 | RMV Mosnang   | Andreas Zaugg       | Lukas Schönenberger |
| 2020 | RV Dornbirn   | Patrick Schnetzer   | Stefan Feurstein    |
| 2021 | RV Dornbirn   | Patrick Schnetzer   | Stefan Feurstein    |